# Pierre Driessen
Pierre Driessen (Tegelen, 24 januari 1930 – Venlo, 8 juni 1996) was een Nederlands voormalig voetballer die als centrale verdediger speelde.
Driessen speelde bij SC Irene en maakte in 1954 de overstap naar VVV, maar koos al snel voor het profvoetbal in de NBVB-competitie bij Sportclub Venlo '54. Hij speelde in de eerste professionele wedstrijd tussen Alkmaar '54 en Venlo. Toen beide bonden fuseerden ging de Venlose profclub op in VVV. In december 1954 ging een overstap naar Be Quick 1887 niet door omdat spelers niet buiten het district mochten overstappen. Hierop ging hij begin 1955 naar N.E.C. en in 1956 keerde hij terug bij SC Irene.

## Profstatistieken
| Seizoen | Club                | Land      | Competitie      | Wed. | Goals |
| ------- | ------------------- | --------- | --------------- | ---- | ----- |
| 1954    | Sportclub Venlo '54 | Nederland | NBVB            | 10   | 0     |
| 1954/55 | N.E.C.              | Nederland | Eerste klasse C | 17   | 0     |
| 1955/56 | N.E.C.              | Nederland | Eerste klasse A | 5    | 0     |
| Totaal  | Totaal              | Totaal    | Totaal          | 32   | 0     |